# ラテン・ロック
ラテン・ロック（Latin rock）は、中南米やカリブ海地域の民俗音楽の要素およびその感傷的かつ伝統的な響きとロックとから成る音楽のジャンルを指す用語である。ただし英語メディアにおいては、スペイン語やポルトガル語のボーカルが主演するロックを指して広く用いられる。この事実は、用語の範囲に関する議論を引き起こした。

## 概要
ラテン・ロックは、中南米のロックやスペイン語ボーカルのロックと混同されるべきではない。21世紀におラテン・ロックはラテン・オルタナティブ（ラテンの要素と、とりわけオルタナティブ・ロック、ポップ・ミュージック、エレクトロニックミュージック、ギターポップ、ヒップホップなどが結合したもの）とも近い関係にあり、ラテン・オルタナティブはラテン・ロックと同じ現象を指す用語としてもしばしば用いられる。

## 歴史
1950年代にはリッチー・ヴァレンス、60年代にはジー・ミッドナイターズ、カニバル&ヘッドハンターズ、プレミアーズ、サニー&サンライナーズ、Q&ミストリアンズ、サー・ダグラス・クインテットなどのラテン系ロック・ミュージシャンが登場した。しかし、何と言ってもこのジャンルへの注目は、1969年、サンタナのウッドストックへの出演と、デビューアルバムがリリースされたことが「ラテンロック」という言葉がアメリカや世界の他の地域へ拡大した要因となった。ラテン・ロックは、バンドのロック・スタイルを、ラテンアメリカ、カリブ海のリズムと、ソウル、ファンク、ブルース、サイケデリア、リズムアンドブルースの融合として提示する試みだった。
サンタナに続いて、1970年代前半にはマロ、エル・チカーノ、サポ、アステカなどの他のアメリカのバンドが登場し、アメリカやその他の国々でこのジャンルを広めた。またウォーやマンドリルなどのラテン・ファンク・バンドも活躍した。

## 書籍
- Avant-Mier, Roberto (2010). Rock the Nation: Latin/o Identities and the Latin Rock Diaspora. United States: Continuum International Publishing Group. ISBN 978-1-4411-6448-3